# Gołąbek grzebieniasty

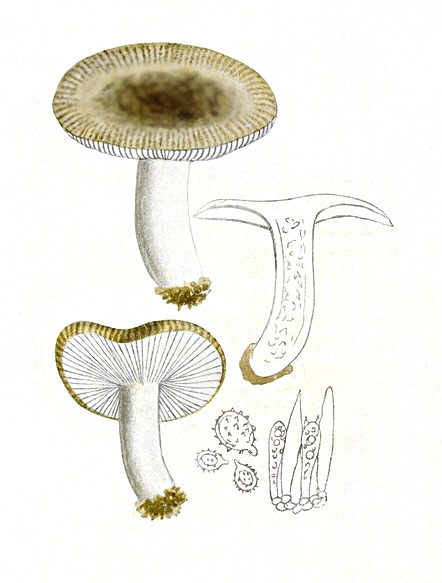

Gołąbek grzebieniasty (Russula pectinata Romagn.) – gatunek grzybów należący do rodziny gołąbkowatych (Russulaceae).

## Systematyka i nazewnictwo
Pozycja w klasyfikacji według Index Fungorum: Russula, Russulaceae, Russulales, Incertae sedis, Agaricomycetes, Agaricomycotina, Basidiomycota, Fungi.
Po raz pierwszy opisał go w 1838 r. Elias Fries i nadana przez niego nazwa naukowa jest aktualna. Synonimy:
- Agaricus ochroleucus Schumach. 1803
- Agaricus pectinaceus Bull. 1791
- 'Russula consobrina var. pectinata (Fr.) Singer 1926
- Russula pectinata var. brevispinosa Romagn. 1962
- Russula pectinata var. subgrisea Horniček 1986

Polską nazwę nadała Alina Skirgiełło w 1991 r.

## Morfologia
Kapelusz
Średnica 4,5–9 cm, mięsisty, kruchy, najpierw kulisty, potem rozłożysty, czasem nawet w kształcie spodka, często o dość nieregularnym kształcie, ze środkiem mniej lub bardziej wgłębionym. Brzeg cienki, na ogół silnie prążkowany (do 15 mm). Powierzchnia z dominującą barwą wyraźnie żółtawą, przypominającą gołąbka mączystego (Russula farinipes) lub gołąbka brudnożółtego (Russula ochroleuca), ale jaśniejsza i znacznie mniej oliwkowa, od prawie cynamonowej do płowooliwkowej, czasem nawet z białawym brzegiem, ze środkiem bardziej kolorowym, bardziej ochrowym, bardziej umbrowym. Skórka delikatnie włókienkowata, dająca się odeddrzeć, wilgotno-lepka, wyraźnie błyszcząca, bardziej naga przy garbku.
Blaszki
O szerokości 4–10 mm, na brzegu co 1–2,5 mm, z dość licznymi blaszeczkami i kilkoma rozwidleniami lub zespoleniami, segmentowate lub lekko wybrzuszone, ale ostre z przodu, początkowo bladokremowe, następnie jasnoochrowokremowe, z tendencją do zabarwienia się na czerwonobrązowo (szczególnie na krawędziach).
Trzon
Wysokość 1,9–5,5 cm, grubość 1,5–2,5 cm, cylindryczny, czasem równy, czasem zwężony lub pogrubiony u podstawy, nieregularnie komorowaty. Powierzchnia początkowo blada, potem szarawa, szarobrązowa, czasem z kilkoma żółto-brązowymi plamkami u nasady, na górze oprószona, w innych miejscach bardzo drobno pomarszczona, u niektórych osobników podstawa trzonu jest czerwona.
Miąższ
Gruby i sztywny powyżej tylnej części blaszek, nagle przerzedzony na krawędziach, biały, w środku pod skórką żółtawy. Ma nieprzyjemny zapach, smak mdlący, potem gryzący w gardle i na języku. Natychmiastowa reakcja z gwajakolem, w FeSO4 zmienia barwę na brudnoczerwoną.
Cechy mikroskopowe
Podstawki 35–60 × 8,5–11,5 µm. Bazydiospory 6,5–7,7 × 5,3–5,7 µm, odwrotnie jajowate, nieco wydłużone, z kolcami, czasem połączonymi grzebieniami i ze stożkowymi brodawkami, osiągającymi wysokość 0,75 µm, zwykle wyraźnie amyloidalne, wyrostek wnęki 1,5 × 1–1,25 µm, hilum duże. Cystydy wrzecionowate, niektóre w tramie przekształcone w przewody mleczne, 57–80 (i więcej) x 7,5–9 µm, w kształcie cygara lub z małym wyrostkiem końcowym, reagujące z sulfowaniliną.
Gatunki podobne
Elias Fries podał dość lakoniczny opis gołąbka grzebieniastego i z tego powodu trudne jest odróżnienie go od gołąbka przykrego (Russula pectinatoides).

## Występowanie i siedlisko
Występuje w Ameryce Północnej, Europie, Azji i na Nowej Zelandii, podano także jedno miejsce jego występowania w Afryce. Najwięcej stanowisk podano w Europie i jest tu szeroko rozprzestrzeniony. W Polsce Władysław Wojewoda w 2003 r. przytoczył 8 stanowisk, w późniejszych latach podano następne. Aktualne stanowiska podaje także internetowy atlas grzybów. Znajduje się w nim na liście gatunków zagrożonych i wartych objęcia ochroną.
Naziemny grzyb mykoryzowy występujący w lasach liściastych.